# بی‌ام‌و آر ۱۲۰۰آر.تی
بی‌ام‌و آر ۱۲۰۰آر. تی (انگلیسی: BMW R1200RT) یک موتورسیکلت تورگردی یا اسپرت است که از سال ۲۰۰۵ تا ۲۰۱۹ توسط کمپانی ب‌ام‌و موتوراد برای جایگزینی مدل آر۱۱۵۰آر. تی تولید شد. دارای یک انجین ۱۱۷۰ سی‌سی (۷۱ مکعب اینچ) دوسیلندر موتور تخت با گیربکس شش سرعته و میل کاردان است.

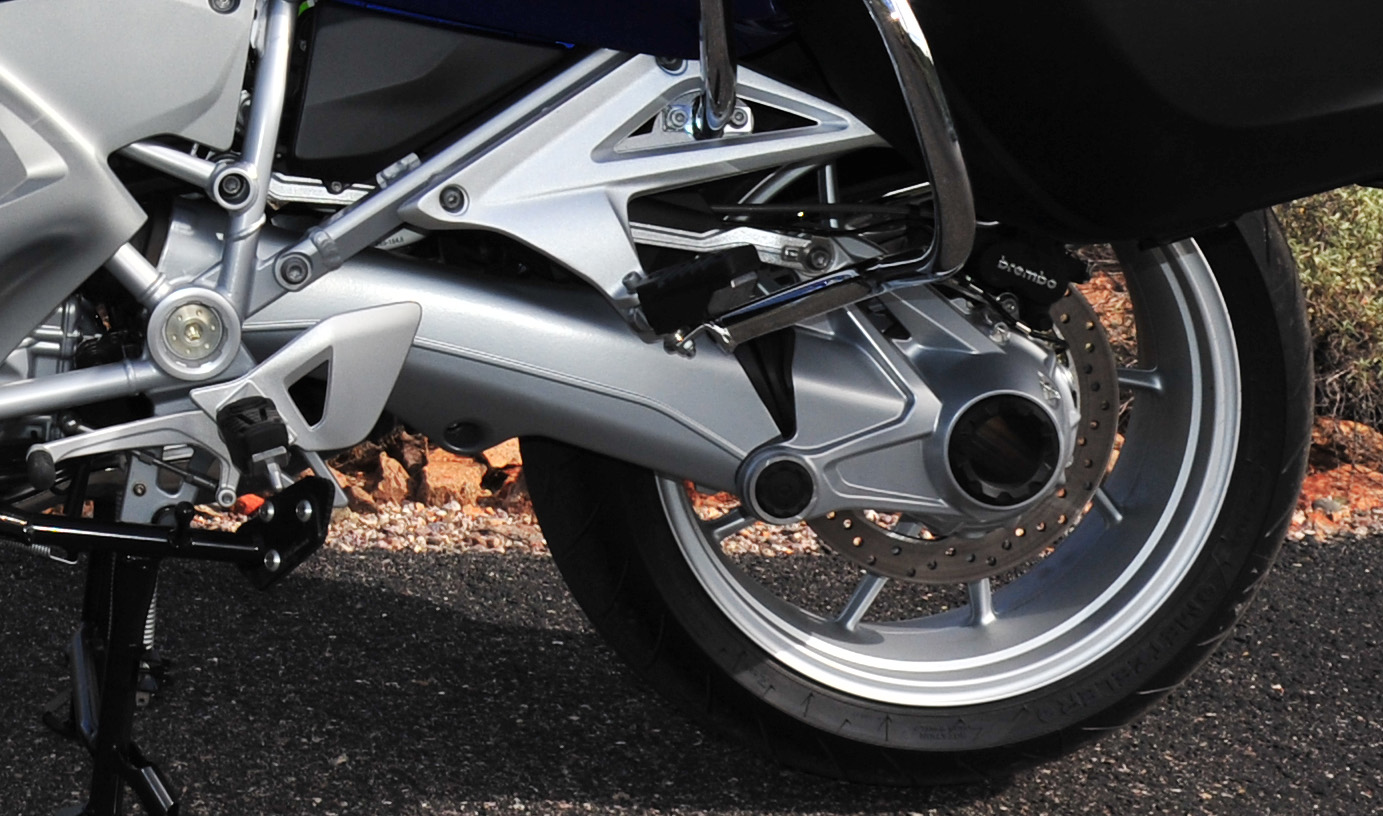
چرخ‌عقب میل کاردان (بدون زنجیر)